# سیارک ۲۹۴۶۷
سیارک ۲۹۴۶۷ (به انگلیسی: 29467 Shandongdaxue، نامگذاری:1997TS26) بیست و نه هزار و چهارصد و شصت و هفتمین سیارک کشف شده‌است که در ۱۵ اکتبر ۱۹۹۷ کشف شد.